# 中文流行音乐
中文流行音樂（英語：Chinese popular music），又名漢語流行音樂、華語流行音樂，亦可簡稱為「C-pop」，泛指所有來自中國大陸及香港、澳門、臺灣的歌手演唱的中文音樂，有時也包括新加坡、馬來西亞、泰国等中文使用人數較多的國家和地區的歌手演唱的中文音樂。中文流行音樂是一個涵蓋性術語，除了中文流行音樂，也包括中文節奏藍調、民謠、搖滾樂、嘻哈音樂和氛圍音樂等類型。中文流行音樂作品亦可成為反映所屬國家或地區的文化特徵、社會變化之媒介。

## 歷史

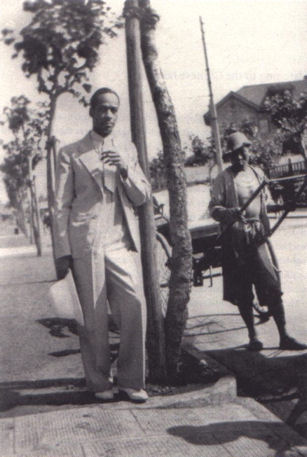
美國人巴克·克莱顿把爵士樂風潮帶到了上海。

時代曲（英語：music of the era）這一術語在1920年至1952年的中國大陸以及1920年至1960年代的香港被用於描述所有使用漢語官話和其它漢語方言的當代音樂。上海曾是中文流行音樂錄音行業的主要中心，這個時期的一個重要的名字是作曲家黎锦晖。巴克·克莱顿被視為把美國爵士樂風潮帶到中國的第一人，這種音樂受到1920年代大城市夜總會和舞廳的歡迎。在1920年代末期到1950年代，一些私人運營的電台播放中文流行音樂。1927年左右，黎錦暉創作了歌曲《毛毛雨》，並由他的女兒黎明暉演唱，這首歌被普遍認為是第一首中文流行歌曲。這首歌融合了爵士和中國民樂，這首歌的曲調是傳統的五聲音階民俗樂曲，但是歌曲裡的背景器樂類似於美國爵士樂管弦樂隊。
在日本佔領滿洲國和國共內戰期間，流行音樂被視為左派份子的分心作用。在中國抗日戰爭和第二次世界大戰之後，中文流行音樂開始地區性的市場化、生產化和品牌化。1949年中國共產黨建立中華人民共和國。他們的第一批行動中就把流行音樂定位成「黃色歌曲」。上海的流行音樂行業將流行音樂帶到香港，然後在1970年代發展了粵語流行音樂。而中國國民黨遷到臺灣，從1950年代至1980年代實施遏止使用當地臺灣閩南話。因此，華語流行音樂成為臺灣的支配性地位的音樂類型。
2000年，第一個中文流行音樂網站EolAsia.com在香港成立。這個網站在2005年的互聯網泡沫中幸存，並提供合法音樂下載，音樂則提供自百代唱片、華納唱片和新力博德曼。這個網站主要傾向於香港和澳門的消費者，某些歌曲更需要香港身份證才能購買。
2008年，香港歌手鄭中基的父親鄭東漢收購了百代唱片退出中文市場後的股份，大風音樂使用1億元港幣購買這筆股份。
2008年2月，中國大陸搜索引擎百度被當地行業集體控訴未經允許提供音樂試聽、廣播和下載。盜版行為持續存在於中國大陸，但是Google已經發表了一份合作聲明表示提供免費試聽正版音樂。籃球明星姚明、經理人章明基和音樂圈內人陈戈花費了2千萬人民幣投資創立巨鯨音樂網。
2009年3月，Google Mp3開始運行。中國大陸政府曾在2008年和2012年兩度暂停高知名度的音樂選秀節目《超級女聲》，是一個非常具有爭議性的事件。
2010年代，以TFBOYS为首的中国大陆偶像团体崛起。2018年至今，中国大陆的偶像养成类综艺节目如《偶像练习生》、《青春有你》系列、《创造101》、《创造营》系列，及其他音乐综艺节目如《乐队的夏天》系列等为歌坛及影坛输送大量人才。另一方面，大量青年创作歌手通过抖音等热门社交软件展现自己的才华。其中，古风歌曲的表现得尤为突出。

## 分類
中文流行音樂按照漢語方言劃分大致可分為以下子類別：華語流行音樂、粵語流行音樂、臺語流行音樂及客語流行音樂。其中「華語流行音樂」可以是「中文流行音樂」的別稱或專指「國語流行音樂」；華語本來與漢語、中文同義，現在有些地區則狹義化成官話的意思。而臺語流行音樂曾受日本演歌的強烈影響，如今已重新匯入中文流行音樂的框架，成為華語流行音樂含括之類型。
| 類別         | 子類別       | 地區                                                                   |
| ------------ | ------------ | ---------------------------------------------------------------------- |
| 中文流行音樂 | 華語流行音樂 | 中國大陸、香港、澳門、臺灣、新加坡、馬來西亞                           |
| 中文流行音樂 | 粵語流行音樂 | 廣東、香港、澳門、新加坡、馬來西亞、越南、加拿大溫哥華                 |
| 中文流行音樂 | 臺語流行音樂 | 福建、廣東潮汕、臺灣、海南、馬來西亞、新加坡、汶萊、菲律賓、印度尼西亞 |
| 中文流行音樂 | 客語流行音樂 | 江西、福建、廣東、臺灣、馬來西亞、印度尼西亞                           |

## 歌手
1999年，馬來西亞《南洋商報》公布20世紀100大最具影響力中文流行音樂歌手。前30名按排名依次是：鄧麗君、周璇、李香蘭、許冠傑、白光、徐小鳳、譚詠麟、張學友、梅豔芳、張國榮、王菲、劉文正、齊豫、李逸、陳百強、王傑、蘇芮、羅文、Beyond、巫啟賢、齊秦、姚蘇蓉、吳鶯音、靜婷、姚莉、崔萍、蔡琴、羅大佑、李宗盛。
2007年香港電台發起一場名為「不死傳奇」的致敬活動，致敬去世的音樂傳奇，包括：羅文、梅豔芳、鄧麗君、張國榮、黃家駒、陳百強、張雨生。這六位流行巨星為香港或臺灣的音樂行業的發展起到了主要的作用。
2010年，華語金曲獎公布1980年後30大中文流行音樂歌手，按照出生年份排列依次是：劉家昌、李谷一、林子祥、許冠傑、徐小鳳、羅文、譚詠麟、劉文正、蘇芮、鄧麗君、鳳飛飛、甄妮、羅大佑、費玉清、張國榮、陳百強、齊豫、蔡琴、齊秦、梅豔芳、李宗盛、張學友、崔健、劉歡、達明一派、Beyond、林憶蓮、王菲、陳奕迅、周杰倫，亦有獎項用以表揚具特別貢獻之歌手，如鄧麗君、鳳飛飛、江蕙、黃鶯鶯和蘇芮等人。